# Casearia tenuipilosa
Casearia tenuipilosa är en videväxtart som beskrevs av H.O. Sleum.. Casearia tenuipilosa ingår i släktet Casearia och familjen videväxter. Inga underarter finns listade i Catalogue of Life.